# Richard Brinsley Sheridan
Richard Brinsley Sheridan (Dublin, 1751. október 30. – London, 1816. július 7.) ír drámaíró és politikus, Caroline Norton írónő nagyapja.

## Élete
R. B. Sheridan Dublinban született 1751. október 30-án, 1751. november 4-én keresztelték meg. Édesapja, a színész és igazgató Thomas Sheridan, a dublini királyi színházat (Theatre Royal) igazgatta. Édesanyja, Frances Sheridan írónő volt (leghíresebb regénye a The Memoirs of Sidney Biddulph). 15 éves volt Sheridan mikor édesanyja meghalt, majd később két másik testvére is 1750-ben és 1806-ban.
Richard jogot szeretett volna tanulni, azonban Elizabeth Linley-vel történő romantikus szökése, majd 1773-as esküvője keresztül húzták ez irányú szándékait. Egy fiuk született, Thomas (1775-1817).
Amikor Sheridan visszatért Londonba, színdarabokat kezdett írni. Első darabja (The Rivals), hatalmas bukás volt a bemutató estéjén. Sheridan ezután megfelelőbb színészek után nézett és a második bemutató már fergeteges sikert aratott, megalapozva írói pályafutását. A mű az angol irodalom egyik meghatározó alkotása lett.
Sheridan gyorsan meggazdagodott, így részt vásárolt a Theatre Royalból. Leghíresebb darabja az Így él a világ (The School for Scandal) (1777), mely az angol nyelv egyik legkiválóbb társadalmi vígjátéka. 1780-tól a parlament tagja, majd helyettes államtitkár lett. 1812-ig volt Whig politikus. Pitt alatt az ellenzékhez csatlakozott. 1806-ban tengerészetügyi kincstárnok és később Cornwallis hercegség fő adószedője lett. Az ivásra való hajlandóságát 1792-től családi perpatvarai is élesztették, ez évben ugyanis első neje halála után Esther Jane Ogle-t vette nőül. Ebből a házasságból is egy fia született, Charles Brinsley Sheridan
1815 decemberében Sheridan megbetegedett és ágynak esett. Szegénységben halt meg, de a Westminster-apátságban temették el a költőknek kialakított helyen.

## Művei
- The Rivals (1775)
- St Patrick's Day (1775)
- The Duenna (1775)
- A Trip to Scarborough (1777)
- A rágalom iskolája (The School for Scandal, 1777)
- The Camp (1778)
- The Critic (1779)
- The Glorious First of June (1794)
- Pizarro (1799)

Verseket és politikai röpiratokat is írt.

## Magyarul
- Rágalom' iskolája. Vígjáték. Richard Brinsley Sheridan után Tóth Lőrincz által; Egyetemi betűivel, Buda, 1839 (Külföldi játékszín)
- A rágalom iskolája. Vígjáték; ford. Stenger Károly; Aigner, Bp., 1880 (Magyar könyvesház)